# Călin Popescu-Tăriceanu
Călin Constantin Anton Popescu-Tăriceanu (/kə'lin kɔŋstaŋ'tin aŋ'ton pɔ'pesku təri'tʃja:nu/) (Bucarest, 14 de enero de 1952) es un político rumano, que fue primer ministro de Rumania desde el 24 de diciembre de 2004 hasta el 22 de diciembre de 2008. Es actualmente el presidente del  ALDE.
Su madre se llamaba Alexandrina Louise Lăzărescu. Se graduó en el Instituto Técnico de las Construcciones en Bucarest de ingeniero.
Entre 1996 y 1997, sirvió como ministro de industrias. 
Está casado con Ioana Tăriceanu.